# Modern Ruin (Covenant)
Modern Ruin è il settimo album in studio del gruppo musicale futurepop svedese Covenant, pubblicato nel 2011.

## Tracce
Modern Ruin
1. Modern Ruin – 1:28
2. Lightbringer (feat. Necro Facility) – 5:41
3. Judge of My Domain – 6:05
4. Dynamo Clock – 5:32
5. Kairos – 1:11
6. The Beauty and the Grace – 4:52
7. Get On – 4:40
8. Worlds Collide – 4:16
9. In the Night – 3:20
10. Beat the Noise – 6:00
11. The Road – 4:53
12. Modern Ruin II (traccia nascosta) – 9:10

CD 2 ed. limitata
1. Wir Sind Die Nacht – 3:45
2. Wir Sind Die Nacht (Oscar Holter Remix) – 5:06
3. Wir Sind Die Nacht (Full Instrumental) – 8:24
4. Wir Sind Die Nacht (Henrik Baeckstroem Remix) – 5:09
5. Wir Sind Die Nacht (Sample) – 0:11
6. Ich War Nichts (Sample) – 0:52
7. Wunder (Sample) – 0:04